# Леу, Александр
Александр Леу (рум. Alexandru Leu; 4 мая 1991, Яловены) — молдавский футболист, защитник. Выступал за сборную Молдавии.

## Биография
Начал взрослую карьеру в клубе высшего дивизиона Молдавии «ЦСКА-Рапид» (Кишинёв), позже переименованном в «Рапид» (Гидигич). Дебютный матч в чемпионате сыграл 18 октября 2009 года против «Сфынтул Георге». Свой первый гол забил 3 марта 2013 года в ворота бельцской «Зари». Всего в 2009—2013 годах сыграл 71 матч и забил 3 гола за «Рапид» в чемпионатах страны. Стал финалистом Кубка Молдавии 2011/12.
В начале 2014 года перешёл в другой клуб высшего дивизиона — «Академия» (Кишинёв), за год сыграл 18 матчей. С 2015 года выступал за «Спикул» (Кишкэрень) в качестве спортсмена-любителя, стал победителем третьего дивизиона в сезоне 2014/15 и второго дивизиона в сезоне 2015/16.
Летом 2016 года перешёл в североирландский «Гленторан». Дебютный матч в чемпионате страны сыграл 10 сентября 2016 года против «Ардса», а всего провёл три матча. В 2024 году был в заявке ирландского клуба третьего дивизиона «Блюбелл Юнайтед».
Выступал за молодёжную сборную Молдавии (до 21 года), в том числе сыграл 3 матча в отборочном турнире молодёжного чемпионата Европы и 5 игр на Кубке Содружества-2012.
В национальной сборной Молдавии провёл единственный матч 7 июня 2014 года против Камеруна, вышел в стартовом составе и отыграл первые 35 минут.